# The Afghan
The Afghan é um best-seller sobre o terrorismo contemporâneo de autoria do escritor britânico Frederick Forsyth, publicado em 2006.

## Sinopse
Os serviços de inteligência britânico e estadunidense recebem uma informação bombástica: um atentado terrorista da al-Qaeda é iminente, mas não há pistas. O coronel britânico Mike Martin vai então se infiltrar na perigosa rede terrorista para desvendar os detalhes do plano. Ele vai se passar por Izmat Khan, prisioneiro em Guantánamo, e alto oficial do regime talibã.